# Best Current Practice
Una Best Current Practice o BCP (in inglese letteralmente: «migliore pratica corrente») indica in generale un determinato metodo, procedura ecc. che, in un certo contesto, è da ritenere la scelta più logica e conveniente, una specie di standard di fatto. Questa espressione è usata spesso nel contesto dei programmi informatici e della loro implementazione, nonché in quello dei protocolli di rete e delle loro specificazioni.
Una Best Current Practice è solo un suggerimento non impegnativo, su come si dovrebbe procedere in un certo caso. È dunque più flessibile di uno standard: poiché le esigenze e le condizioni cambiano di volta in volta, un'altra maniera di procedere può essere più promettente e quindi successivamente implementata. Se le esigenze dovessero in cambiare in modo permanente, una BCP dovrebbe essere rivista.
Il concetto di Best Current Practice è derivato da quello di best practice o «migliore pratica», che ha però una valenza più ampia, in quanto si riferisce ad una procedura, esperienza ecc. di tipo più stabile e consolidato, laddove nella BCP si mette in evidenza il valore «corrente» della stessa, cioè legato ad un contesto temporale e settoriale più specifico. Inoltre, il termine BCP negli ultimi anni è riferito quasi esclusivamente all'ambito informatico, dove ha acquisito un significato molto preciso.
BCP è infatti anche il nome di una serie di documenti numerati pubblicati dall'Internet Engineering Task Force.  Tutti i documenti di questa serie sono anche Requests for Comments (RFC); mentre un dato numero di RFC si riferisce sempre ad una specifica versione di un documento, un numero di BCP si riferisce alla revisione più recente del documento. (Così, le citazioni si riferiscono sia a un numero di BCP che a un numero di RFC.) Le BCP «rappresentano delle linee guida ufficiali (guideline) e raccomandazioni (recommendation) provenienti da IETF, ma non sono dei veri e propri standard. Esempio: RFC 1918 (Address Allocation for Private Internets) o RFC 2026 (The Internet Standard Process - Revision 3).» Le BCP si usano per documentare linee guida, processi, metodi e altri argomenti non idonei per la standardizzazione; in particolare, lo stesso processo degli standard di Internet è definito in una serie di BCP, così come la struttura organizzativa formale dell'IETF, dell'Internet Engineering Steering Group, dell'Internet Architecture Board e di altri gruppi coinvolti in quel processo. (Si confronti questo con la serie dei documenti STD, che definisce i protocolli di rete di Internet completamente standardizzati, come l'IP, il TCP e il DNS.)
- Esempio: BCP 38, BCP 47.